# Acropora willisae
Acropora willisae är en korallart som beskrevs av Veron och Wallace 1984. Acropora willisae ingår i släktet Acropora och familjen Acroporidae. IUCN kategoriserar arten globalt som sårbar. Inga underarter finns listade i Catalogue of Life.